# AS Vicenza
Associazione Sportiva Vicenza je italský ženský basketbalový klub z města Vicenza. Založen byl roku 1958, roku 1963 se prvně probojoval do italské nejvyšší soutěže a již za dva roky na to ji vyhrál. Od té doby si na své konto připsal dvanáct italských mistrovských titulů (1965, 1966, 1967, 1968, 1969, 1982, 1983, 1984, 1985, 1986, 1987, 1988). Nejslavnější éru klub prožil v 80. letech 20. století, kdy patřil k nejlepším v Evropě a pětkrát vyhrál Pohár mistrů evropských zemí (dnes Euroliga žen), tedy nejprestižnější evropskou klubovou soutěž (1983, 1985, 1986, 1987, 1988). Dvakrát v té době byl též poraženým finalistou (1984, 1989). Slavná éra z něj doposavad činí třetí nejúspěšnější klub v dějinách soutěže a nejúspěšnější klub ze západní Evropy. V roce 1992 též vyhrál Pohár Ronchettiové, tehdy druhou nejvyšší evropskou klubovou soutěž. V dobách největší slávy hrál pod sponzorským názvy Zolu Vicenza, Fiorella Vicenza a Primigi Vicenza. Po roce 1992 se klub dostal do krize a začal sestupovat z nejvyšší soutěže. Až do roku 2006 se mu dařilo příležitostně se vracet, ale poté přišly i finanční problémy a od té doby se pohybuje na nižších ligových úrovních (v současnosti na třetí - Serie B). Klubovými barvami jsou červená a bílá. Své domácí zápasy hraje v hale Palasport Città di Vicenza s kapacitou 1700 diváků.